# DVB-IPTV
El DVB-IPTV (Digital Video Broadcasting - Internet Protocol TV) és un estàndard obert, creat per DVB, per la transmissió de televisió digital mitjançant el Protocol d'Internet, a través de xarxes bidireccionals fixes de banda ampla. El projecte s'està duent a terme en dues fases, la primera tracta sobre la transmissió a través de xarxes gestionades i la segona estudia la transmissió per Internet obert a tot el públic.
El principal avenç que incorpora aquest estàndard respecte a tots els altres DVB, és que es tracta d'una xarxa de banda ampla i bidireccional. El qual permet que l'usuari no només podrà rebre serveis per IP, sinó que podrà també generar els seus propis continguts i compartir-los a través de la xarxa. Mentre que els altres estàndards DVB tan sols permeten la radiodifusió d'un-a-tots unidireccional.

## Funcionament de l'estàndard
DVB va començar aquest projecte concentrant-se en la interfície que hi ha entre la IPTV-top-box (que és la Set-top box que s'utilitza per rebre el contingut a través d'IP a la televisió de casa) i la xarxa domèstica basada en IP. A partir d'aquí, la resta d'estàndard que queda es pot dividir en tres àrees principals:
- STB (Set-top box) i PVR (Enregistrador digital de vídeo) a través de xarxes IP: Han definit les normes per tal de fer possible la connexió automàtica i la configuració d'una STB connectada a una xarxa IP. Per fer-ho les dades s'insereixen al MPEG Transport Stream i s'encapsulen en paquets més petits per enviar-los via IP. Això permet que hi hagi serveis com SD&S (Service Discovery & Selection), la Guia de Contingut de Banda ampla (BCG), serveis de gestió remota, actualització del firmware, etc.

- Xarxes domèstiques: Han definit un subconjunt de normes sobre uns estàndards que ja estan implementats per a una xarxa domèstica DVB basada en IP. Les especificacions d'aquestes xarxes es basaran en les directrius DLNA/UPnP sempre que sigui possible.

- Annexes a les especificacions del middleware DVB-MHP, que permeten que les aplicacions de televisió interactiva que s'executen amb l'MHP puguin utilitzar els recursos disponibles en l'entorn DVB-IPTV.

## Estat del mercat actual
Les xarxes comercials d'IPTV s'han llençat al mercat en diversos països. Molts d'ells estan utilitzant tecnologies patentades no estantarditzades però ferir una sèrie de serveis com ara televisió, serveis interactius, vídeo a la carta, etc. S'espera que IPTV guanyi popularitat a les cases en un futur pròxim, sobretot combinada amb altres formes de radiodifusió com són la terrestre o el satèl·lit. És per això que DVB ha decidit fer l'estàndard DVB-IPTV obert, perquè tots aquest serveis puguin beneficiar-se’n.
La indústria ha celebrat particularment l'estandardització d'una Guia de Continguts de Banda ampla (BCG), que equival a la guía EPG que coneixem perquè és la que s'utilitza actualment a la TDT. Gràcies a aquesta normalització, el servei SD&S permet a la Set-Top-Box reconèixer de manera eficient si el servei ofert per l'operador IP és unicast o multicast.

## Passos següents per al DVB-IPTV
La primera fase del projecte DVB-IPTV va abastar per primer cop els continguts d'àudio i vídeo comprimits i enviats a través del MPEG-2 Transport Stream amb xarxes IP. Aquesta primera fase també cobreix la connexió de la IPTV-Set-Top-Box a la xarxa IP, com hem comentat anteriorment.
Actualment, DVB està treballant ja en els següents passos a seguir. Aquesta primera fase encara està per acabar i volen implementar també una tecnologia Fast Channel Change, que permetrà que la IPTV pugui oferir els serveis de manera més immediata amb una resposta més ràpida. La segona fase del projecte, que tot just han començat a desenvolupar fa poc, tractarà sobre la distribució de contingut comercial a través d'Internet obert a tothom.

## Pila de protocols per oferir serveis DVB-IP
La figura següent es tracta d'un diagrama lògic dels protocols com interfície de DVB-IPTV. Mostra des dels serveis oferts a l'usuari, travessant pels protocols d'aplicació, transport, xarxa i enllaç, d'acord amb el model OSI.
Cal tenir en compte que es pren com a capa física i d'enllaç Ethernet i FireWire però podrien haver estat altres xarxes físiques que compleixin els requeriments de DVB Home Networking.

## Serveis i/o Aplicacions
Els serveis que s'ofereixen amb DVB-IPTV s'han classificat per categories quant a les seves funcionalitats:
- Serveis d'oci:
  - Pay TV (audio/vídeo).
  - Video On Demand (audio/vídeo).
  - Música.
  - Descàrrega d'imatges.
  - Jocs.

- Serveis d'información general:
  - Guia de programació.
  - Anuncis a mida.
  - Notícies esportives.
  - Notícies d'oci.
  - Informació d'emergència.
  - Notícies d'interès general.
  - Informació de reserves de vols.
  - Informació financera.

- Serveis d'eduació:
  - E-Learning.

- Serveis de missatgeria:
  - E-mail.
  - Missatgeria multimèdia (MMS).

- Serveis de comunicació:
  - Vídeo conferència.
  - Videotelefonia.
  - VoIP.

- Serveis unidifusió (Unicast)
- Serveis Multidifusió Multicast